# Ouadjetefni
Ouadjetefni est le fils d'un roi égyptien de la période thinite. Il n'est attesté que sur un fragment de récipient en diorite découvert dans les galeries orientales sous la pyramide de Djéser, ce lieu de découverte permettant de déduire que ce prince a vécu avant Djéser, c'est-à-dire pendant les deux premières dynasties. Il porte le titre de « fils du roi » (sȝ-nsw.t),. Rien n'est connu d'autre, y compris le nom de son royal père. Du fait du style d'écriture qui présente des analogies avec les inscriptions des récipients en pierre datant des règnes de Nynetjer et d'Ouneg, il peut être émis comme hypothèse que ce récipient a été inscrit pendant ces deux règnes, soit la première moitié de la IIe dynastie.